# Бачурін Василь Іванович
Василь Іванович Бачурін (7 березня 1920 , Осінцевоd, Кишертський район  — 27 березня 1944 , Миколаїв ) — Герой Радянського Союзу, командир відділення саперного взводу 384-го окремого батальйону морської піхоти Одеської військово-морської бази Чорноморського флоту, старшина першої статті.

## Біографія
Василь Іванович народився 7 березня 1920 року в селі Осинцево Кішертському районі Пермської області в родині російського селянина.
У 1940 році був призваний до лав Червоної Армії, строкову службу проходив у морській піхоті Чорноморського флоту.
До квітня 1942 року брав участь в обороні Севастополя, де був поранений. Після проходження лікування брав участь із серпня 1942 року в обороні Новоросійська, а в лютому 1943 року — в боях на «Малій Землі», за що був нагороджений орденом Червоної Зірки.
У квітні 1943 року В. І. Бачурін призначений на посаду командира саперного відділення в 384-й окремий батальйон морської піхоти Чорноморського флоту, і восени того ж року брав участь у десантних операціях зі звільнення Таганрога, Маріуполя та Осипенко. За відзнаку в цих боях був нагороджений медалями «За бойові заслуги» та «За відвагу».
Брав участь також у боях на Кінбурнській косі, звільнення селищ Херсонської області Олександрівка, Богоявленське (нині Жовтневий) і Широка Балка.
У другій половині березня 1944 року увійшов до складу десантної групи під командуванням старшого лейтенанта Костянтина Федоровича Ольшанського. Завданням десанту було полегшення фронтального удару радянських військ під час визволення міста Миколаєва, що був частиною Одеської операції. Після висадки в морському порту Миколаєва загін упродовж двох діб відбив 18 атак противника, знищивши близько 700 гітлерівців. У цих боях героїчно загинули майже всі десантники, в тому числі і старшина 1-ї статті В. І. Бачурін.
Указом Президії Верховної Ради СРСР від 20 квітня 1945 року за зразкове виконання бойових завдань командування на фронті боротьби з німецькими загарбниками і виявлені при цьому відвагу і геройство старшині 1-ї статті Бачуріну Василю Івановичу було присвоєно звання Героя Радянського Союзу (посмертно).

## Нагороди
- Золота Зірка Героя Радянського Союзу (посмертно)
- орден Леніна (посмертно)
- орден Червоної Зірки
- медаль «За бойові заслуги»
- медаль «За відвагу»

## Пам'ять
- Похований у братській могилі в місті Миколаєві (Україна) у сквері 68-ми десантників.
- Там же на честь Героїв відкрито Народний музей бойової слави моряків-десантників, споруджений пам'ятник.